# Tour de Lombok
El Tour de Lombok és una cursa ciclista que es disputa a l'illa de Lombok a Indonèsia. Creat al 2017, forma part del calendari de l'UCI Àsia Tour.

## Llista de guanyadors
| Any  | Vencedor      | Segon                     | Tercer            |
| ---- | ------------- | ------------------------- | ----------------- |
| 2017 | Nathan Earle  | Benjamí Prades i Reverter | Davide Rebellin   |
| 2018 | Álvaro Duarte | Muhamad Zawawi Azman      | Jahir Pérez Muñoz |